# 動物検疫所
動物検疫所（どうぶつけんえきじょ英語: Animal Quarantine Service）は、農林水産省の施設等機関の一つ。輸出入動物の検査を行い、海外からの伝染性疾病の侵入を防止することを主な業務とし、畜産業の振興と公衆衛生の向上を目的としている。

## 概要
- 家畜伝染病予防法、狂犬病予防法及び感染症法に基づき牛、豚、羊、馬、山羊、兎、蜜蜂、鶏等の鳥類などの動物、及びそれらから作られる畜産物を対象とし、家畜防疫官による検疫業務を行う[2]。家畜の伝染疾病病の発生を予防し、その蔓延を防ぐことにより畜産業を振興していくことを目的としている。畜産業の振興に加えて狂犬病予防法に基づき、公衆衛生を向上させていくことも目的としている。また2002年に厚生労働省と共管となる感染症の予防及び感染症の患者に対する医療に関する法律が制定されたことに伴い、サルの検疫がはじめられた。

- 検疫対象は、輸出入動物（馬、偶蹄類の動物、鶏・鴨などの鳥類、犬、兎、蜜蜂他）及びこれらの臓器・卵・畜産物、悪性家畜伝染病発生地域から輸入される飼料用干し草・藁、その他病原体に汚染されているおそれのあるもの。輸出相手国の求めに応じて「輸出検疫」も行う。
- 本所は横浜市磯子区。神戸港、門司港、那覇港、成田国際空港、東京国際空港、中部国際空港、関西国際空港の支所の他、全国の主要港湾・空港に出張所・分室を設けている。

## 沿革
- 1947年（昭和22年）- 農林省の所管で動植物検疫所が設立される。
- 1951年（昭和26年）- 家畜伝染病予防法が制定され輸出入検疫について規定される。
- 1952年（昭和27年）- 植物検疫業務と分離して、動物検疫所として発足。
- 1998年（平成10年）- 感染症の予防及び感染症の患者に対する医療に関する法律が制定され、サルの検疫制度が発足。

## 組織
| 部         | 課                  | 係                                               |
| ---------- | ------------------- | ------------------------------------------------ |
| 総務部     | 庶務課              | 庶務係、人事第1係 ・第2係                        |
| 総務部     | 会計課              | 経理第1係、経理第2係、用度係、国有財産係、調達係 |
| 企画管理部 | 企画調整課          | 企画係、調整係、広報係                           |
| 企画管理部 | 調査課              | 調査係、審査第1係、審査第2係                     |
| 企画管理部 | 危機管理課          | 危機管理第1係、危機管理第2係                     |
| 検疫部     | 動物検疫課          | 動物検査第1係、動物検査第2係                     |
| 検疫部     | 畜産物検疫課        | 畜産物検査第1係、畜産物検査第2係                 |
| 検疫部     | 管理指導課          | 管理係、指導係                                   |
| 精密検査部 | 微生物検査課        | ウイルス検査係、細菌・寄生虫検査係               |
| 精密検査部 | 海外病検査課        |                                                  |
| 精密検査部 | 病理 ・理化学検査課 | 病理検査係、理化学検査係                         |
| 精密検査部 | 危険度分析課        | 動物危険度分析係、畜産物危険度分析係             |

## 支所・出張所
|                  |                                               |                                                       |                                                            | 所在地                                               | 管轄                                  | 管轄 |
| 海港             | 空港                                          |                                                       |                                                            | 所在地                                               |                                       |      |
| ---------------- | --------------------------------------------- | ----------------------------------------------------- | ---------------------------------------------------------- | ---------------------------------------------------- | ------------------------------------- | ---- |
| 動物検疫所 本所  | 動物検疫所 本所                               | 動物検疫所 本所                                       | 動物検疫所 本所                                            | 横浜市磯子区原町11-1                                 |                                       |      |
|                  |                                               | 畜産物検疫課                                          | 畜産物検疫課                                               | 横浜市磯子区原町11-1                                 | 京浜港（横浜港区 ）                   |      |
| 川崎出張所       | 川崎出張所                                    | 川崎市川崎区東扇島6-10 かわさきファズ物流センター内   | 京浜港（川崎港区）                                         |                                                      |                                       |      |
| 新潟空港出張所   | 新潟空港出張所                                | 新潟市東区松浜町3710 新潟空港ターミナルビル           | 酒田港 新潟港 直江津港                                     | 庄内空港 新潟空港                                    |                                       |      |
| 静岡出張所       | 静岡出張所                                    | 牧之原市坂口3336-4 富士山静岡空港旅客ターミナルビル内 |                                                            | 静岡空港                                             |                                       |      |
|                  | 清水港事務所                                  | 静岡市清水区日の出町9-1 清水港湾合同庁舎              | 清水港                                                     |                                                      |                                       |      |
| 北海道・東北支所 | 北海道・東北支所                              | 北海道・東北支所                                      | 千歳市美々 新千歳空港国際線ターミナルビル                  | 稚内港 室蘭港 釧路港 石狩湾港                        | 新千歳空港 帯広空港 旭川空港 釧路空港 |      |
|                  |                                               | 小樽港事務所                                          | 小樽市港町5-2 小樽地方合同庁舎                             | 小樽港                                               |                                       |      |
| 胆振分室         | 勇払郡厚真町字共和17                          | 苫小牧港                                              |                                                            |                                                      |                                       |      |
| 函館空港出張所   | 函館空港出張所                                | 函館市高松町511番地 函館空港内                        | 函館港 八戸港                                              | 函館空港 青森空港                                    |                                       |      |
| 仙台空港出張所   | 仙台空港出張所                                | 名取市下増田字南原 仙台空港ターミナルビル             | 石巻港 仙台塩釜港 秋田港 船川港 小名浜港 釜石港            | 秋田空港 仙台空港 山形空港 福島空港 花巻空港         |                                       |      |
| 成田支所         | 成田支所                                      | 旅具検疫第1課                                         | 成田市三里塚御料牧場1-1 第1旅客ターミナルビル              | 鹿島港 常陸那珂港                                    | 成田国際空港 百里飛行場（茨城空港）   |      |
| 成田支所         | 成田支所                                      | 旅具検疫第2課                                         | 成田市古込字古込1-1 第2旅客ターミナルビル                  | 鹿島港 常陸那珂港                                    | 成田国際空港 百里飛行場（茨城空港）   |      |
| 成田支所         | 成田支所                                      | 旅具検疫第3課                                         | 成田市取香字上人塚148-1 第3旅客ターミナルビル              | 鹿島港 常陸那珂港                                    | 成田国際空港 百里飛行場（茨城空港）   |      |
| 成田支所         | 成田支所                                      | 動物検疫第1課、第2課                                  | 成田市三里塚大字天浪字西原254-1                            | 鹿島港 常陸那珂港                                    | 成田国際空港 百里飛行場（茨城空港）   |      |
| 成田支所         | 成田支所                                      | 貨物検査課                                            | 成田市駒井野字天並野2159                                   | 鹿島港 常陸那珂港                                    | 成田国際空港 百里飛行場（茨城空港）   |      |
| 羽田空港支所     | 羽田空港支所                                  | 検疫第1課 （第3ターミナル）                           | 大田区羽田空港2-6-4 羽田空港CIQ棟                          |                                                      | 東京国際空港                          |      |
| 羽田空港支所     | 羽田空港支所                                  | 検疫第2課 （第2ターミナル）                           | 大田区羽田空港3-4-2 第2ターミナル国際線施設内              |                                                      | 東京国際空港                          |      |
| 羽田空港支所     | 羽田空港支所                                  | 貨物合同庁舎                                          | 大田区羽田空港2-6-3 羽田空港貨物合同庁舎                   |                                                      | 東京国際空港                          |      |
|                  | 東京出張所                                    | 東京出張所                                            | 江東区青海2-7-11 東京港湾合同庁舎                          | 京浜港（東京港区）                                   |                                       |      |
|                  | 千葉分室                                      | 船橋市潮見町32-5 船橋港湾合同庁舎                     | 千葉港                                                     |                                                      |                                       |      |
| 中部空港支所     | 中部空港支所                                  | 中部空港支所                                          | 常滑市セントレア1-1 CIQ棟                                  | 三河港                                               | 中部国際空港                          |      |
|                  | 貨物合同庁舎                                  | 貨物合同庁舎                                          | 常滑市セントレア1-1 中部空港合同庁舎                       | 三河港                                               | 中部国際空港                          |      |
|                  | 四日市分室                                    | 四日市市千歳町5-1 四日市港湾合同庁舎                  | 四日市港                                                   |                                                      |                                       |      |
| 小松出張所       | 小松出張所                                    | 小松市浮柳町 小松空港内                               | 伏木富山港 金沢港                                          | 小松飛行場 富山空港                                  |                                       |      |
| 名古屋出張所     | 名古屋出張所                                  | 名古屋市港区入船2-3-12 名古屋港湾合同庁舎             | 名古屋港                                                   | 名古屋飛行場                                         |                                       |      |
| 関西空港支所     | 検疫第1課、第2課、第3課                       | 検疫第1課、第2課、第3課                               | 泉南郡田尻町泉州空港中1番地 CIQ合同庁舎                    | 和歌山下津港                                         | 関西国際空港                          |      |
| 関西空港支所     | 貨物事務所                                    | 貨物事務所                                            | 泉南市泉州空港南1番地                                      | 和歌山下津港                                         | 関西国際空港                          |      |
| 神戸支所         | 神戸支所                                      | 神戸支所                                              | 神戸市中央区脇浜海岸通1-4-3 神戸防災合同庁舎               | 阪神港 （神戸港区 ・尼崎西宮芦屋港区） 姫路港 舞鶴港 | 神戸空港                              |      |
|                  | 大阪出張所                                    | 大阪出張所                                            | 大阪市港区築港4-10-3 大阪港湾合同庁舎                      | 阪神港（大阪港区）                                   | 大阪国際空港                          |      |
| 米子空港出張所   | 米子空港出張所                                | 境港市佐斐神町1634 米子空港ビル                       | 境港 浜田港                                                | 美保飛行場 （米子空港） 鳥取空港 出雲空港            |                                       |      |
| 岡山空港出張所   | 岡山空港出張所                                | 岡山市北区日応寺1277 岡山空港ターミナルビル           | 水島港                                                     | 岡山空港                                             |                                       |      |
| 広島空港出張所   | 広島空港出張所                                | 三原市本郷町善入寺64-31 広島空港ターミナルビル内      | 広島港 福山港                                              | 広島空港                                             |                                       |      |
| 四国出張所       | 四国出張所                                    | 高松市香南町岡1312-7 高松空港内                       | 高知港 高松港                                              | 徳島飛行場 高知空港 高松空港                         |                                       |      |
|                  | 松山分室                                      | 松山市南吉田町2731 松山空港内                         | 松山港 三島川之江港 今治港                                 | 松山空港                                             |                                       |      |
| 小松島港事務所   | 小松島市小松島町外開1-11 小松島みなと合同庁舎 | 小松島港                                              |                                                            |                                                      |                                       |      |
| 門司支所         | 門司支所                                      | 検疫第1課・第3課                                      | 北九州市門司区西海岸1-3-10 門司港湾合同庁舎                | 門司港                                               | 山口宇部空港 北九州空港 大分空港      |      |
| 門司支所         | 門司支所                                      | 検疫第2課                                             | 北九州市門司区新門司北3-1-2                                | 門司港                                               | 山口宇部空港 北九州空港 大分空港      |      |
|                  | 博多出張所                                    | 博多出張所                                            | 福岡市博多区沖浜町8-1 福岡港湾合同庁舎                     | 博多港 唐津港 比田勝港 厳原港                        |                                       |      |
| 福岡空港出張所   | 福岡空港出張所                                | 福岡市博多区大字青木739番 福岡空港ビル                | 八代港 熊本港                                              | 福岡空港 熊本空港 佐賀空港                           |                                       |      |
| 長崎空港出張所   | 長崎空港出張所                                | 大村市箕島町593 長崎空港ビル                          | 長崎港 伊万里港 佐世保港                                   | 長崎空港                                             |                                       |      |
| 鹿児島空港出張所 | 鹿児島空港出張所                              | 霧島市隼人町嘉例川字請口4498-2                        | 志布志港 鹿児島港 細島港 川内港                            | 鹿児島空港 宮崎空港                                  |                                       |      |
| 沖縄支所         | 沖縄支所                                      | 沖縄支所                                              | 那覇市港町2-11-1 那覇港湾合同庁舎                          | 那覇港                                               |                                       |      |
|                  |                                               | 石垣分室                                              | 石垣市字白保1960番地104-2 石垣空港国際線旅客ターミナルビル | 石垣港                                               | 石垣空港                              |      |
| 平良分室         | 宮古島市平良字下里1016 平良地方合同庁舎3F     | 平良港                                                | 下地島空港                                                 |                                                      |                                       |      |
| 那覇空港出張所   | 那覇空港出張所                                | 那覇市字鏡水150 那覇空港国際線ターミナルビル          |                                                            | 那覇空港                                             |                                       |      |